# Lista dos campeões das copas estaduais do Brasil de 2016
A lista a seguir traz dados acerca dos campeonatos das Copas Estaduais de futebol realizadas no Brasil em 2016. Significados das colunas:
- Estado: nome do estado, listados em ordem alfabética.
- Copa do Brasil 2017: times classificados para a Copa do Brasil em sua edição de 2017.
- Série D 2017: times classificados para o Campeonato Brasileiro de Futebol - Série D em sua edição de 2017.
- Final: placares dos jogos finais ou, em caso de não ter havido final, a vantagem do campeão ao final do campeonato.

## Copas Estaduais
| Estado | Campeão/Artilheiro                                                               | Vice-campeão        | Copa do Brasil 2017  | Série D 2017     | Final                                                                  |
| ------ | -------------------------------------------------------------------------------- | ------------------- | -------------------- | ---------------- | ---------------------------------------------------------------------- |
| BA     | Vitória da Conquista (5º título) Halef Pitbull (Vitória da Conquista) 5 gols     | Jacobina            | Vitória da Conquista | Jacobina         | Jacobina 0 x 2 Vitória da Conquista 1 x 0 Jacobina                     |
| CE     | Guarani de Juazeiro (2º título) Otacílio Marcos (Horizonte Futebol Clube) 6 gols | Horizonte           | Guarani de Juazeiro  | —                | Guarani de Juazeiro 2 x 1 Horizonte 1 x 1 Guarani de Juazeiro          |
| ES     | Rio Branco-ES (1º título) Hércules (Vitória-ES) 9 gols                           | Espírito Santo      | —                    | —                | Rio Branco-ES 1 x 1 Espírito Santo 0 x 2 Rio Branco-ES                 |
| MT     | Cuiabá (2º título) Cleberson Tiarinha (Cuiabá) 7 gols                            | Mixto               | Cuiabá               | —                | Mixto 1 x 2 Cuiabá 3 x 2 Mixto                                         |
| PR     | Operário-PR (1º título) Vandinho (Operário-PR) 6 gols                            | Andraus             | —                    | Operário-PR      | Andraus 1 x 1 Operário-PR 1 x 0 Andraus                                |
| RJ     | Portuguesa-RJ (2º título) Lohan (Friburguense) 11 gols                           | Friburguense        | Friburguense         | Portuguesa-RJ    | Friburguense 3 x 2 Portuguesa-RJ 4 x 3 Friburguense (Pen. 3 x 4)[a]    |
| RS     | Internacional (1º título) Paulinho (São José-RS) 13 gols                         | Ypiranga de Erechim | Ypiranga de Erechim  | —                | Ypiranga de Erechim 1 x 1 Internacional 2 x 1 Ypiranga de Erechim      |
| SP     | XV de Piracicaba (2º título) Medina (Rio Claro) 10 gols                          | Ferroviária         | Ferroviária          | XV de Piracicaba | XV de Piracicaba 2 x 0 Ferroviária 3 x 1 XV de Piracicaba (Pen. 2 x 4) |

Nota:

- a. ^  Mesmo após derrota na decisão por pênaltis, a Portuguesa-RJ foi declarada campeã da Copa Rio de 2016 pelo Tribunal de Justiça Desportiva do Rio de Janeiro, que puniu o Friburguense com a perda de seis pontos por conta da escalação irregular do jogador Diego Guerra na primeira partida da final.[1]

## Recopas Estaduais
| Campeonato                          | Final                                              | Final              | Final                                                 |
| Campeonato                          | Vencedor                                           | Placar             | Vice                                                  |
| ----------------------------------- | -------------------------------------------------- | ------------------ | ----------------------------------------------------- |
| Recopa Gaúcha de 2016               | Internacional Campeão do Campeonato Gaúcho de 2015 | 0 – 0 (3 – 2 pen.) | São José Campeão da Super Copa Gaúcha de 2015         |
| Taça dos Campeões Cearenses de 2016 | Fortaleza Campeão do Campeonato Cearense de 2015   | '3 – 0 2 – 0       | Guarany de Sobral Campeão da Copa Fares Lopes de 2015 |

## Taças Regionais
| Campeonato | Região                                           | Região                                | Região                                   |
| ---------- | ------------------------------------------------ | ------------------------------------- | ---------------------------------------- |
| Copa FGF   | Campeonato da Região Metropolitana / São José-RS | Campeonato da Região Serrana / Caxias | Campeonato da Região Sul / Internacional |

| Campeonato    | Campeão      | Vice-Campeão | Final                                |
| ------------- | ------------ | ------------ | ------------------------------------ |
| Taça Paulista | Ranchariense | Raça         | Ranchariense 1 x 1 Raça (4 x 3 Pen.) |